# Ōhorikōen (metropolitana di Fukuoka)
Ōhorikōen (大濠公園駅?, Ōhorikōen-eki) è una stazione della metropolitana di Fukuoka che si trova nel quartiere di Chūō. La stazione è servita dalla linea Kūkō.

## Struttura
La stazione è dotata di due marciapiedi laterali con due binari passanti sotterranei.
| 1 | Linea Kūkō | per Tenjin, Hakata e Aeroporto di Fukuoka |
| 2 | Linea Kūkō | per Meinohama e Nishi-Karatsu             |

## Statistiche di utilizzo
In media, nell'anno 2014 ogni giorno gli utenti sono stati, in media, 10.216 persone.
Di seguito le statistiche degli ultimi anni:
| Anno | Passeggeri giornalieri |
| ---- | ---------------------- |
| 2001 | 7,660                  |
| 2002 | 7,563                  |
| 2003 | 7,418                  |
| 2004 | 7,175                  |
| 2005 | 6,837                  |
| 2006 | 7,190                  |
| 2007 | 7,253                  |
| 2008 | 7,558                  |
| 2009 | 7,339                  |
| 2010 | 7,681                  |
| 2011 | 8,205                  |
| 2012 | 8,372                  |
| 2013 | 8,740                  |
| 2014 | 9,286                  |
| 2015 | 10,216                 |

## Stazioni adiacenti
| «          | Servizio   | »          |
| Linea Kūkō | Linea Kūkō | Linea Kūkō |
| ---------- | ---------- | ---------- |
| Tōjinmachi | -          | Akasaka    |